# Parantechinus apicalis
Parantechinus apicalis é uma espécie de marsupial da família Dasyuridae. É a única espécie descrita para o gênero Parantechinus. Endêmica da Austrália.
- Nome Popular: Dibbler

- Nome Científico: Parantechinus apicalis (Gray, 1842)

- Sinônimo do nome cientifico da espécie: Antechinus apicalis;

## Características
O Dibbler mede de 10–16 cm de comprimento com uma cauda de 8–12 cm, pesa cerca de 40-125g. As características distintivas deste dasyurideo inclui um anel branco nos olhos, pelagem marrom-acinzentado salpicado de pelos brancos e uma pequena cauda afilada. Possui mandíbulas fortes e grandes dentes caninos para matar presas.
Foi descrito pela primeira vez em 1842 por John Edward Gray, que colocou no gênero Phascogale. Ele identificou a espécie como sendo de origem australiana. O gênero Parantechinus foi criado para as espécies em 1947 por George H H Tate. A espécie foi também atribuída ao gênero Antechinus, antes de ser dividido ao próprio gênero.

## Hábitos alimentares
Alimentam-se pequenos vertebrados como ratos, aves e lagartos, bem como insetos e outros invertebrados.

## Habitat
É encontrado em vegetação rasteira e solos arenosos;

## Distribuição Geográfica
Sudoeste da Austrália Ocidental, presente nas ilhas Boullanger e Whitlock;